# 埃尔卡拉法特
埃尔卡拉法特是阿根廷圣克鲁斯省的一个镇，位于巴塔哥尼亚高原阿根廷湖畔，邻近智利与阿根廷边境，距离州首府里奥加耶戈斯约320公里。
埃爾卡拉法特是一個重要的旅遊目的地，可通往冰川国家公园各處。